# Atentatele din Mogadishu din octombrie 2017
Pe 14 octombrie 2017, o explozie cauzată de un camion-capcană într-o zonă aglomerată a capitalei Somaliei, Mogadishu, a ucis cel puțin 587 de oameni și a rănit alți 316. Hotelul Safari, în apropierea căruia a avut loc atentatul, s-a prăbușit, iar clădirea ambasadei Qatarului a fost grav avariată. Două ore mai târziu, un alt atac cu bombă a ucis două persoane în districtul Madina. Acesta este cel mai sângeros atac terorist din istoria Somaliei și unul dintre cele mai sângeroase din istoria Africii subsahariene, depășind ca număr de victime atacul de la Universitatea Garissa din Kenya în 2015 și atentatele de la ambasadele SUA din Kenya și Tanzania în 1998.

## Context

Zonele controlate de al-Shabaab și aliați, marcate cu gri

Fundamentaliștii sunniți, incluzând grupul al-Shabaab, au comis constant atacuri împotriva civililor și forțelor de securitate în Somalia. Doar în 2017, cel puțin 771 de oameni au fost uciși sau răniți în atacuri în Mogadishu. Al-Shabaab controlează 10% din teritoriul țării, în special sudul, și urmărește înființarea unui stat islamic în Somalia. Grupul este afiliat rețelei teroriste al-Qaida din 2012.
Statele Unite au participat cu forțe militare în Somalia până în 1994 când s-au retras. În martie 2017, președintele Donald Trump a semnat o directivă prin care declară Somalia „zonă de ostilități active”. Astfel, detașarea regulată a forțelor americane în Somalia a fost din nou autorizată. De asemenea, armata americană folosește drone pentru a ataca poziții ale al-Shabaab în Somalia.
Atentatul a avut loc la 48 de ore după ce ministrul Apărării Abdirashid Abdullahi Mohamed și șeful Armatei Mohamed Ahmed Jimale au demisionat fără a preciza motivul.

## Desfășurarea atacului

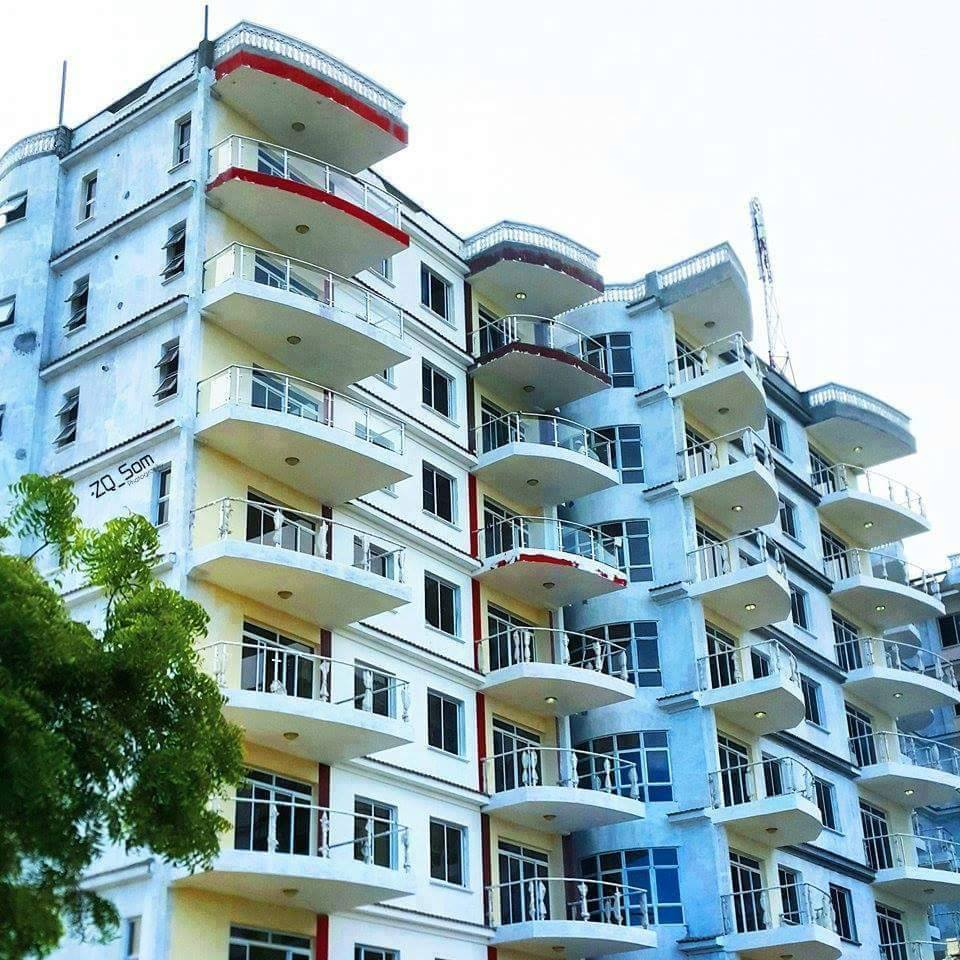
Hotelul Safari a fost distrus în explozie.

În jurul orei locale 15, un camion plin cu explozivi a fost detonat lângă Hotelul Safari din districtul Hodan. Hotelul Safari este frecventat de somalezi care se întorc din străinătate, de angajați guvernamentali și de jurnaliști. Oprit la un punct de control, camionul a stârnit imediat suspiciunile soldaților care i-au cerut șoferului să parcheze și să coboare din vehicul. Șoferul, despre care soldații au declarat că s-a purtat într-o manieră prietenoasă, a sunat ulterior un bărbat care i-a convins pe aceștia să lase camionul să treacă. La un moment dat, șoferul a accelerat spre al doilea punct de control unde soldații au deschis focul și au spart unul dintre cauciucurile camionului. Vehiculul s-a detonat și a aprins o cisternă de combustibil care staționa în apropiere, creând o minge de foc. Hotelul Safari s-a prăbușit, prinzând sub moloz zeci de oameni, iar explozia a distrus porțile de metal și zidurile ridicate în afara hotelului. De asemenea, clădirea ambasadei Qatarului a suferit pagube importante. Deflagrația a avut loc în intersecția K5, una dintre cele mai aglomerate din oraș, mărginită de o parte și de alta de clădiri guvernamentale, hoteluri și restaurante. Potrivit experților, bomba folosită în atentat cântărea între 600 și 800 de kilograme. Încărcătura camionului compusă din explozivi fabricați manual și de proveniență militară era ascunsă în saci de orez.
O dubiță Toyota Noah a fost oprită la un punct de control din districtul Medina, cu câteva sute de metri înainte de țintă. Bomba ar fi trebuit să explodeze la intrarea pe Poarta Medina, situată la un kilometru de intersecția K5 și păzită de un număr mare de ofițeri de securitate, pentru a permite accesul și detonarea camionului cu mai mulți explozivi în interiorul complexului aeroportului. Șoferul dubiței a fost forțat să coboare din vehicul, iar la scurt timp bomba s-a detonat, declanșată fie de o telecomandă, fie accidental de ofițeri, fără a provoca însă victime. O a doua bombă a explodat la 300 m distanță, după 30 de minute, omorând două persoane.
Anchetatorii au stabilit că ambele vehicule folosite în atacurile de pe 14 octombrie au pornit din Bariire, iar proprietarul camionului detonat în intersecția K5 era din oraș sau din zonele învecinate. Acesta a fost reținut. Bariire este cunoscut ca un bastion al al-Shabaab și punctul de plecare al mai multor atacuri majore asupra Mogadishu. Potrivit autorităților, ținta atacurilor a fost zona aeroportului din Mogadishu, unde sunt localizate misiunea ONU, majoritatea ambasadelor și sediul misiunii Uniunii Africane.

## Victime
| Loc | Atentat                  | An   | Morți |
| --- | ------------------------ | ---- | ----- |
| 1   | 11 septembrie            | 2001 | 2.996 |
| 2   | Comunitățile de yazidiți | 2007 | 796   |
| 3   | Mogadishu                | 2017 | 587   |
| 4   | Cinematograful Rex       | 1978 | 422   |
| 5   | Școala din Beslan        | 2004 | 385   |

231 de oameni au fost uciși în explozie, printre aceștia și patru voluntari de la Crucea Roșie. Un american din Minnesota se numără și el printre victime. Alți 275 de oameni au fost răniți. Unele victime au murit în mașinile lor și în vehiculele de transport public. Marea majoritate a victimelor sunt civili, în principal vânzători ambulanți care își comercializau produsele pe standuri amplasate pe bulevardul Jidka Afgooye. 122 dintre răniții grav au fost transportați cu aeronave în Turcia pentru tratament de specialitate.
Pe 16 octombrie, bilanțul a crescut la 300 de morți. Numărul total al morților nu va putea fi cunoscut niciodată cu certitudine, deoarece rămășitele multor victime nu au putut fi găsite datorită căldurii intense, iar altele ar fi putut fi îngropate rapid de rude după obiceiul islamic. 165 de trupuri nu au putut fi identificate și au fost îngropate de guvern la o zi după atentat. Până pe 16 octombrie, aproape 70 de oameni erau dați dispăruți pe baza declarațiilor rudelor, potrivit șefului poliției Mohamed Hussein. Abdikadir Abdirahman, directorul Serviciului de Ambulanță din Mogadishu (AAMIN), a confirmat în aceeași zi 327 de morți și 700 de răniți. Până pe 20 octombrie, ministrul Informațiilor, Abdirahman Osman, declara că numărul morților a crescut la 358, devenind astfel al cincilea cel mai sângeros atentat terorist din istorie, iar cel al dispăruților a ajuns la 56.
Pe 5 martie 2018, la cinci luni de la atac, raportul final al Comitetului de Salvare Zobe arăta că 587 de oameni au fost uciși, atacul din 14 octombrie devenind astfel al treilea cel mai sângeros din istoria modernă. Potrivit aceluiași raport, alte 316 persoane au fost grav rănite, iar 122 dintre victime au fost transportate pe cale aeriană pentru tratament de specialitate în Kenya, Sudan și Turcia.

## Autor

Deși nu a revendicat atentatele, gruparea teroristă al-Shabaab este principalul suspect al autorităților.

Cu toate că niciun grup nu a revendicat atentatele, autoritățile cred că atacul a fost comis de o celulă a grupării teroriste al-Shabaab, după mai multe declarații făcute de un membru-cheie arestat în timp ce conducea al doilea vehicul-capcană în oraș în ziua exploziei. Un oficial a declarat că acesta s-a confesat și era mândru de actul său, care, potrivit șoferului, era pentru jihad.
Bărbatul a fost soldat în armata somaleză. Acesta s-a înrolat în 2010, însă a dezertat pentru a se alătura al-Shabaab cinci ani mai târziu. Bariire, orașul lui natal, a fost atacat de trupe locale și forțe speciale ale Statelor Unite cu două luni înainte de atentat într-o operațiune controversată în care au fost uciși zece civili. Anchetatorii cred că atentatul ar fi putut fi motivat de o dorință de răzbunare pentru operațiunea din august 2017. Șoferul a fost implicat și în alte atacuri din Mogadishu, notabil fiind cel de la hotelul Jazeera din 2012, în urma căruia opt oameni au fost uciși.

## Reacții

### Naționale
Președintele somalez Mohamed Abdullahi Mohamed a decretat trei zile de doliu național. Acesta a făcut apel la populație să doneze sânge și a urgentat strângerea de fonduri pentru ajutorarea victimelor. Pe 20 octombrie, prim-ministrul țării a anunțat că președintele va declara „stare de război” al-Shabaab.
Pe 18 octombrie, zeci de mii de oameni au demonstrat în Mogadishu împotriva grupării al-Shabaab, sfidând poliția care a deschis focul pentru a-i îndepărta de locul atacului. Purtând banderole roșii, mulțimea formată în majoritate din tineri a mărșăluit pe străzile din Mogadishu. Aceștia au răspuns unui apel la unitate lansat de primarul orașului, Thabit Abdi. Ulterior, manifestanții s-au adunat pe stadionul Banadir, unde li s-au alăturat președintele și alți lideri. În orașul Dusamareb din centrul țării, oamenii au manifestat de asemenea pentru câteva ore, iar clericii au cerut demararea unei campanii împotriva militanților al-Shabaab.

### Internaționale

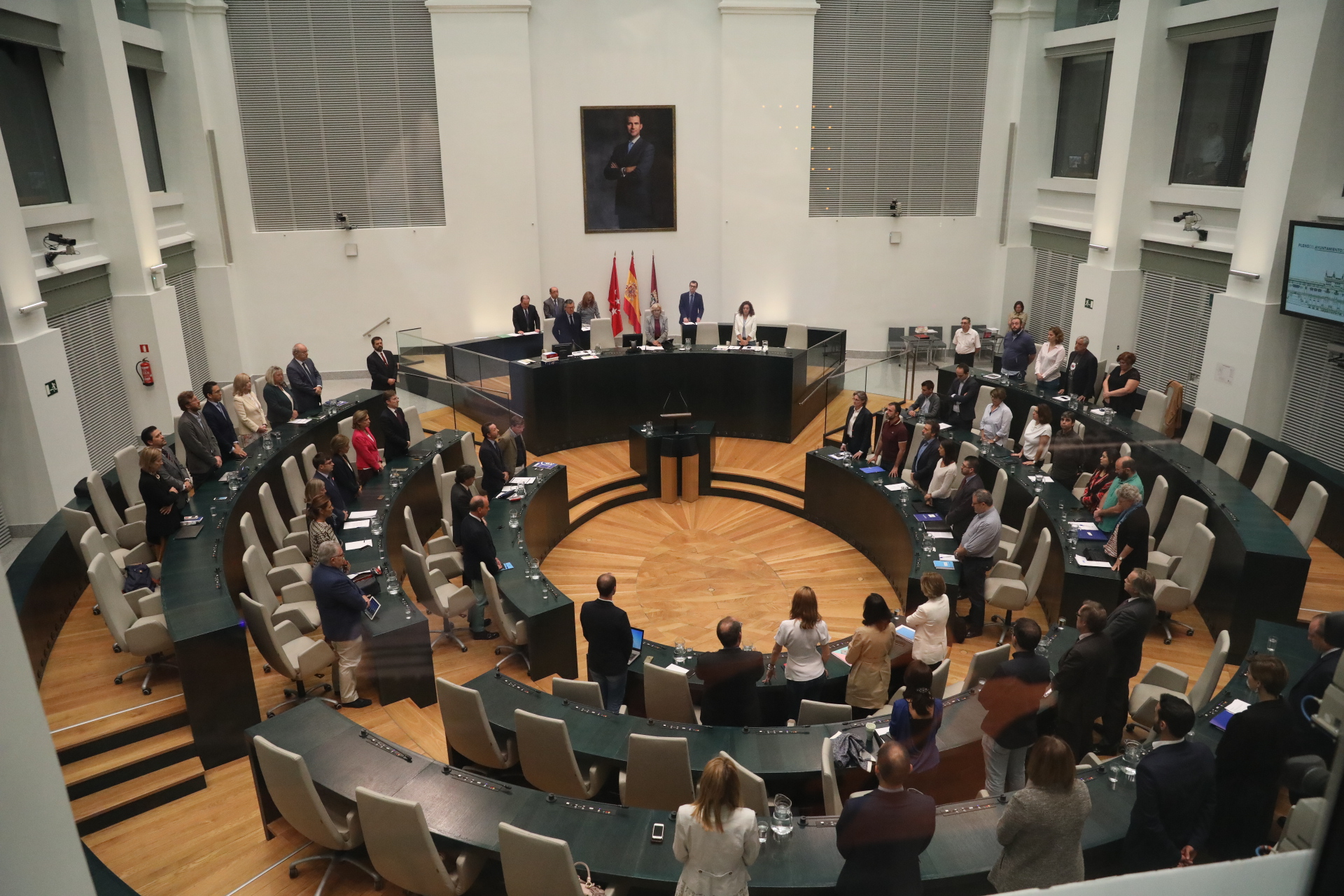
Minut de reculegere în plenul Consiliului local al Madridului pentru victimele atentatelor din Mogadishu

Uniunea Africană a îndemnat comunitatea internațională să acorde un „sprijin internațional mai coordonat și mai solid” pentru instituțiile din Somalia în lupta împotriva grupurilor extremiste. Guvernul somalez a acuzat al-Shabaab, un grup terorist islamist, de executarea atentatului. Organizația afiliată al-Qaida nu a revendicat însă atacul. Al-Shabaab este cel mai activ grup terorist din țară, iar potrivit experților, este singurul care deține capabilități pentru a orchestra un astfel de atac.
Statele Unite au condamnat atacul, catalogându-l drept „un act de lașitate”. Mesaje de condoleanțe au venit din partea liderilor Marii Britanii, Turciei, Canadei și Franței. De asemenea, într-un mesaj postat pe Twitter, António Guterres, secretarul general al ONU, a condamnat atacul și a îndemnat la unitate în fața terorismului și extremismului. Într-un alt tweet, Misiunea de Asistență a ONU în Somalia (UNSOM) a denunțat atacurile „barbare” din Mogadishu. ONU, dar și țări precum Kenya, Statele Unite sau Turcia, au oferit asistență medicală și umanitară autorităților somaleze. La Paris, Turnul Eiffel a fost stins ca un omagiu adus celor 300 de victime ale atentatului din 14 octombrie.

## Galerie

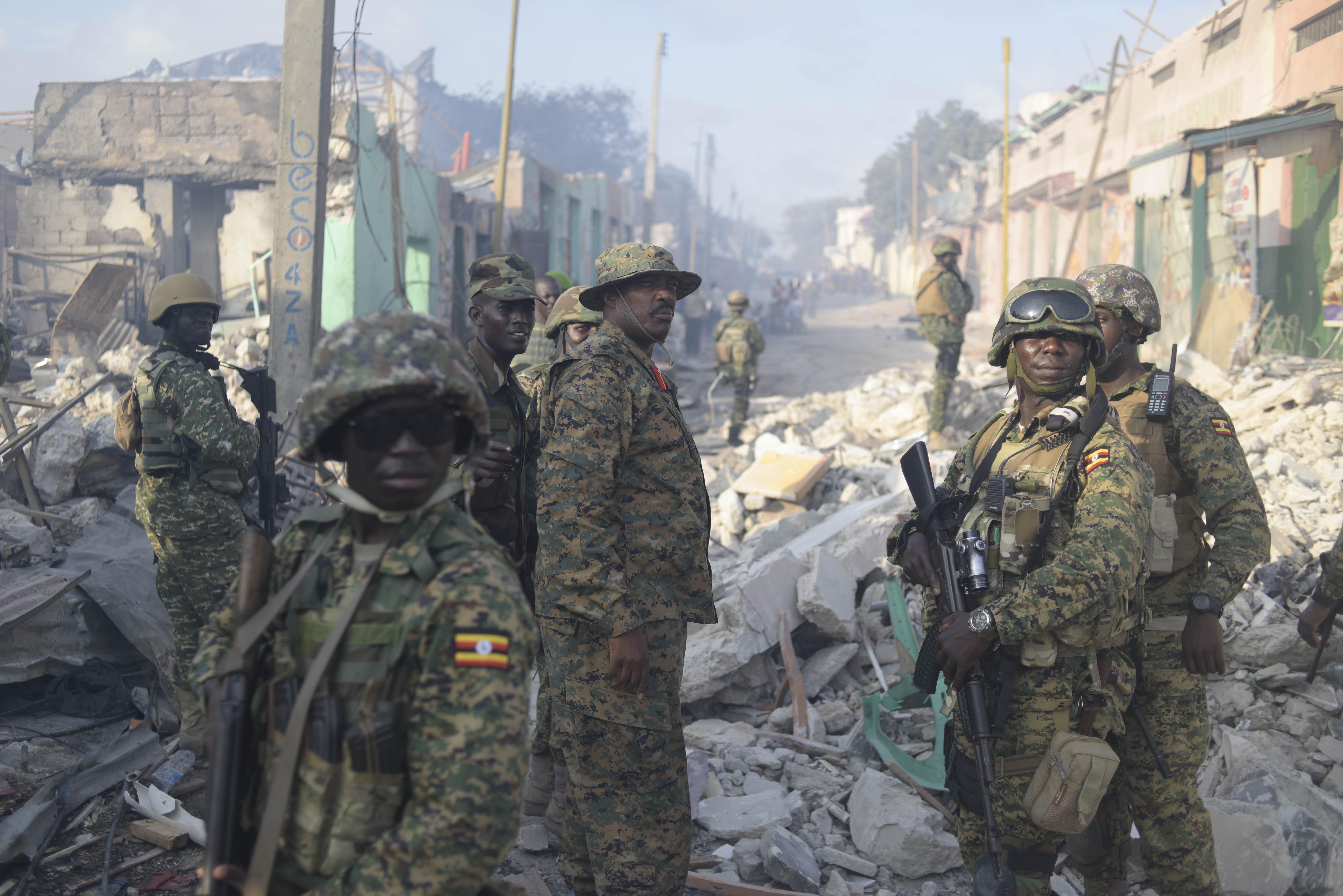
Soldați ugandezi, membri ai misiunii Uniunii Africane în Somalia, pe străzile din Mogadishu la o zi după atentat
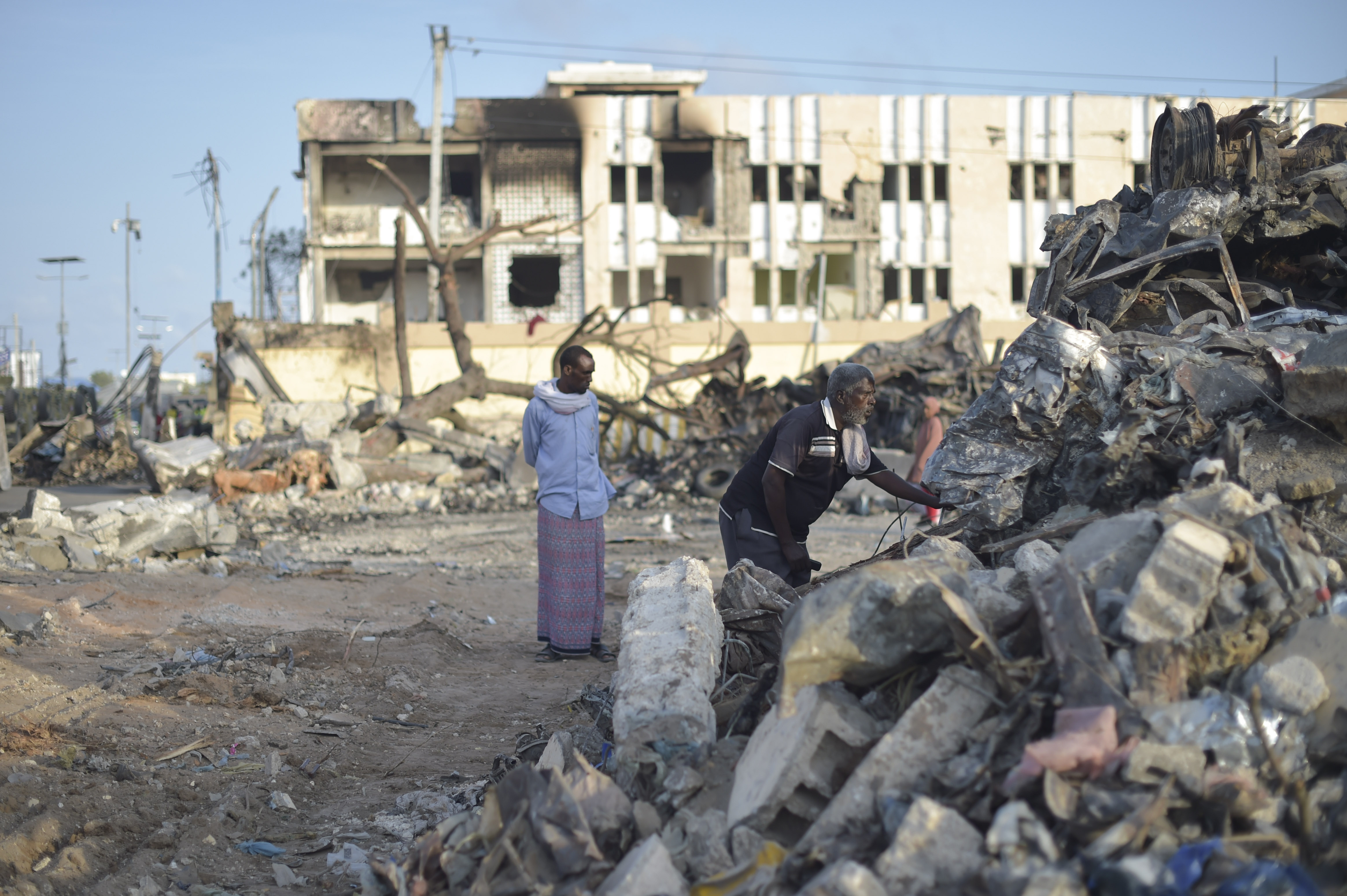
Moloz și clădiri avariate în intersecția K5
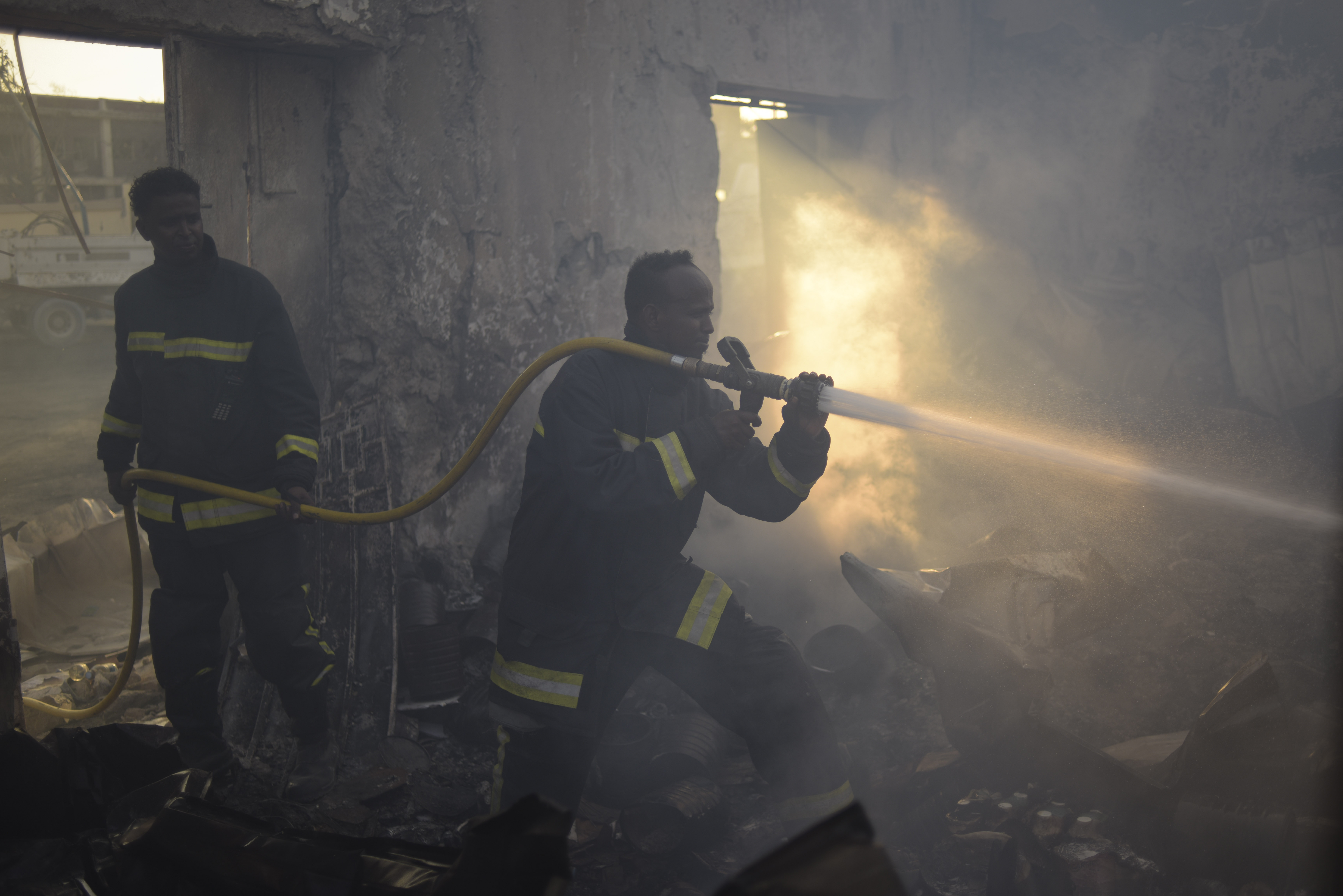
Pompieri sting un incendiu la o zi după atentat.
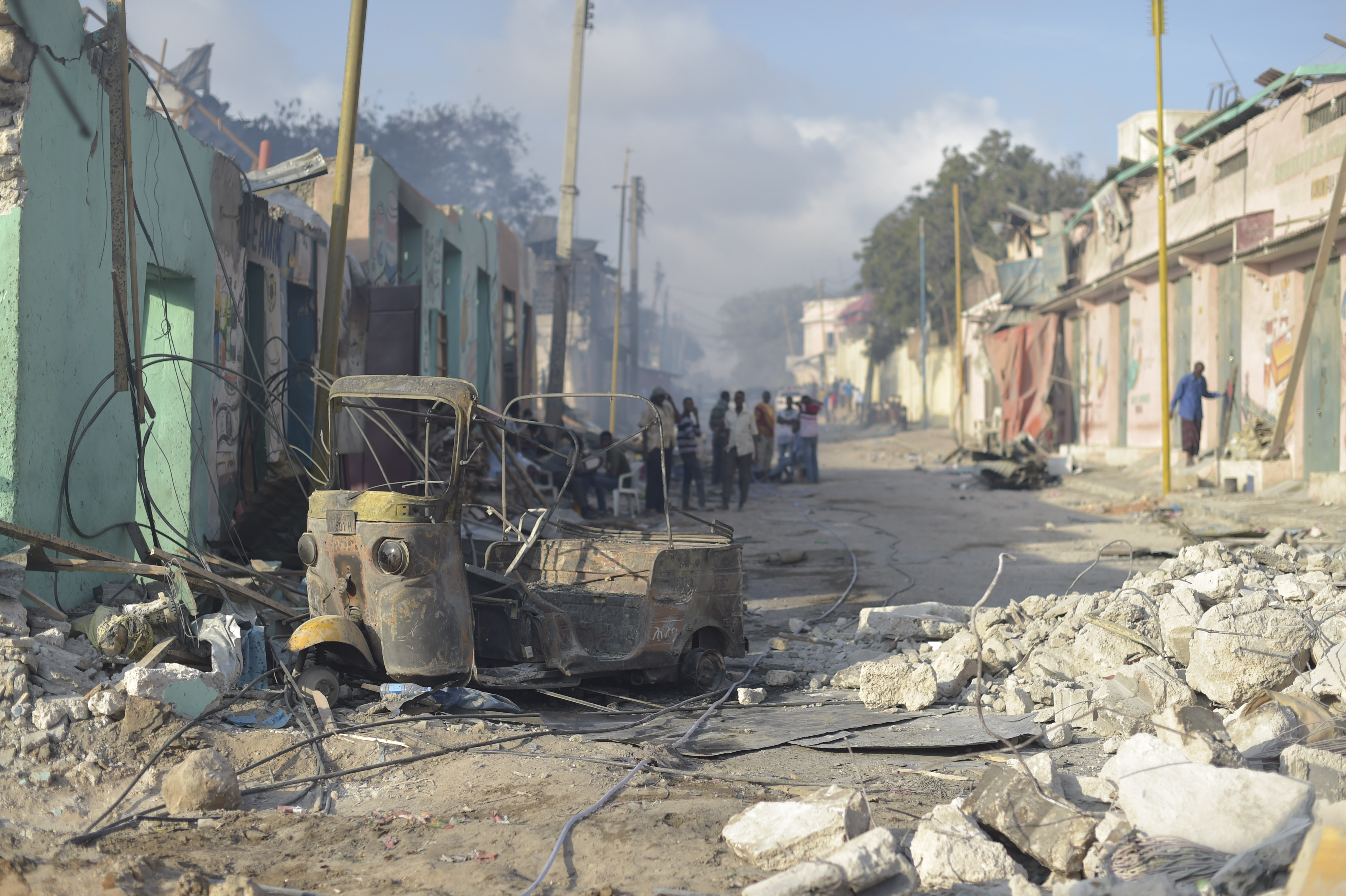
Clădiri și mașini distruse în explozia de pe 14 octombrie